# هارون الرشيد (مسلسل 2018)
هارون الرشيد مسلسل تاريخي من إنتاج عام 2018 ، بطولة قصي خولي وياسر المصري وعبد المحسن النمر وكاريس بشار ، وإخراج عبد الباري أبو الخير، وتأليف عثمان جحا.

## أحداث العمل
تدور أحداث المسلسل حول الصراع الذي عاشه هارون الرشيد عندما استدعاه أخوه الخليفة العباسي موسى الهادي لكي يعزله من ولاية العهد، لولا تدخل والدته الخيزران بنت عطاء ، كما يتعرض للصراعات والدسائس التي كانت تدور في القصر وحوله مثل حادثة نكبة البرامكة ، وكذالك آفاق الحضارة التي شهدتها فترة حكم هارون الرشيد .

## الممثلون
يشارك في المسلسل : 
- قصي خولي بدور هارون الرشيد
- ياسر المصري بدور يحيى البرمكي
- عبد المحسن النمر بدور جعفر البرمكي
- كاريس بشار بدور زبيدة بنت جعفر
- كندة حنا بدور عباسة بنت المهدي
- حبيب غلوم بدور القاضي إسماعيل بن عياد
- عابد فهد بدور موسى الهادي
- أسيل عمران بدور سيرين
- سمر سامي بدور الخيزران بنت عطاء
- ديما بياعة بدور العصماء
- طلال مارديني بدور الفضل بن الربيع
- علا بدر بدور مراجل
- وائل أبو غزالة بدور إسحاق الموصلي
- طيف إبراهيم بدور الأمين
- أحمد سعيد بدور المأمون
- أميمة طالب بدور شعوانة
- سمية الداهش بدور سمية
- قاسم ملحو
- نضال نجم بدور الفضل البرمكي
- سامر إسماعيل بدور ماهان
- علا ياسين بدور ضياء
- نادرة عمران
- ريم غزالي
- جابر جوخدار
- أميرة سمير
- إسماعيل مداح
- رهف الرحبي
- ديمة الحايك
- هشام كفارنة
- غسان عزب
- زيناتي قدسية بدور يحيى الطالبي
- مبارك المزروعي
- فطيم الشامسي
- سحر فوزي
- عبدالرحمن قويدر
- عبدالله الجنيبي
- أحمد البايض
- ماهر مزوق
- بيدروس بارصوميان
- رائد الدالاتي

## وصلات خارجية
- مسلسل هارون الرشيد